# Nourig Apfeld
Nourig Apfeld (* 1972 in Aleppo, Syrien) ist eine deutsche Autorin.

## Leben
Nourig Apfeld übersiedelte als Siebenjährige mit ihrer Familie aus Syrien nach Deutschland, die hier Asyl beantragte. Sie wuchs mit vier jüngeren Geschwistern im Bonn-Bad Godesberg auf und machte in Bonn Abitur. Anschließend heiratete sie einen Deutschen und begann ein Medizin-Studium.
Apfeld lebt in einer deutschen Großstadt und studiert Psychologie.

### Prozess
Sie wurde in der Öffentlichkeit bekannt als Hauptbelastungszeugin im Ehrenmord-Prozess um ihre 1993 getötete jüngere Schwester Waffa. Aus Angst vor den Tätern erstattet sie erst elf Jahre nach dem Ehrenmord 2004 Anzeige gegen den von ihr für hauptverantwortlich gehaltenen Cousin.  Trotz ihrer letztlich fehlgeschlagenen Bemühungen um Aufnahme in ein Zeugenschutzprogramm sagte sie vor Gericht aus. Stattdessen erhält sie von Fall zu Fall Personenschutz. 2008 kam es schließlich zum Prozess gegen ihren Vater und zwei ihrer Cousins. Darin nahm der Vater alle Schuld auf sich und wurde wegen Totschlags zu acht Jahren Gefängnis verurteilt, während ein Cousin aus Mangel an Beweisen freigesprochen wurde und der andere floh.
Am 17. September 2010 erschien beim Rowohlt Verlag ihr Buch Ich bin Zeugin des Ehrenmords an meiner Schwester.

## Schriften
- Ich bin Zeugin des Ehrenmords an meiner Schwester. Rowohlt, Reinbek 2010, ISBN 978-3-8052-5013-9.